# Wilton Ivie
Wilton Ivie, (abreujat Ivie), (Eureka (Utah) 28 de març de 1907 - 8 d'agost de 1969) fou un entomòleg, aracnòleg estatunidenc. Va treballar en el Museu Americà d'Història Natural els últims nou anys de la seva vida, fins que va morir en un accident de cotxe mentre treballava pel museu.
Era un expert en aranyes de la zona neàrtica i va treballar durant molt de temps amb Ralph Vary Chamberlin.
Membre del Moviment tecnocràtic des de 1937, fou autor de Comments on the News que van aparèixer mensualment en Technocratic Trendevents, on va escriure nombrosos articles sota el pseudònim de la Techno Critic, a més de nombrosos articles sota el seu propi nom.

## Tàxons nomenats en el seu honor
- Iviella Lehtinen, 1967

## Tàxons descrits
- Anacornia Chamberlin & Ivie, 1933
- Anopsicus Chamberlin & Ivie, 1938
- Araniella Chamberlin & Ivie, 1942
- Arcuphantes Chamberlin & Ivie, 1943
- Bathyphantes alameda Ivie, 1969
- Bathyphantes bishopi Ivie, 1969
- Bathyphantes chico Ivie, 1969
- Bathyphantes gulkana Ivie, 1969
- Bathyphantes malkini Ivie, 1969
- Bathyphantes orica Ivie, 1969
- Bathyphantes umiatus Ivie, 1969
- Bathyphantes waneta Ivie, 1969
- Bathyphantes yukon Ivie, 1969
- Disembolus corneliae Ivie, 1969
- Disembolus stridulans Chamberlin & Ivie, 1933
- Disembolus Chamberlin & Ivie, 1933
- Dismodicus modicus Chamberlin & Ivie, 1947
- Erigone allani Chamberlin & Ivie, 1947
- Eulaira Chamberlin & Ivie, 1933
- Filistatinella Gertsch & Ivie, 1936
- Islandiana cavealis Ivie, 1965
- Islandiana coconino Ivie, 1965
- Islandiana flavoides Ivie, 1965
- Islandiana holmi Ivie, 1965
- Islandiana lasalana (Chamberlin & Ivie, 1935)
- Islandiana mimbres Ivie, 1965
- Islandiana muma Ivie, 1965
- Islandiana speophila Ivie, 1965
- Islandiana unicornis Ivie, 1965
- Kukulcania arizonica (Chamberlin & Ivie, 1935)
- Latrodectus hesperus Chamberlin & Ivie, 1935
- Linyphantes Chamberlin & Ivie, 1942
- Masonetta Chamberlin & Ivie, 1939
- Masonetta floridana (Ivie & Barrows, 1935)
- Metellina Chamberlin & Ivie, 1941
- Oaphantes Chamberlin & Ivie, 1943
- Pimoa Chamberlin & Ivie, 1943
- Pimoa breviata Chamberlin & Ivie, 1943
- Pimoa curvata Chamberlin & Ivie, 1943
- Pimoa haden Chamberlin & Ivie, 1943
- Pimoa hespera (Gertsch & Ivie, 1936)
- Pimoa jellisoni (Gertsch & Ivie, 1936)
- Platoecobius Chamberlin & Ivie, 1935
- Poeciloneta bellona Chamberlin & Ivie, 1943
- Robertus arcticus (Chamberlin & Ivie, 1947)
- Scotinotylus bodenburgi (Chamberlin & Ivie, 1947)
- Tachygyna Chamberlin & Ivie, 1939
- Tibioplus Chamberlin & Ivie, 1947
- Tidarren Chamberlin & Ivie, 1934
- Tunagyna Chamberlin & Ivie, 1933
- Walckenaeria dixiana (Chamberlin & Ivie, 1944)
- Wanops Chamberlin & Ivie, 1938
- Wanops coecus Chamberlin & Ivie, 1938

## Abreviatura
L'abreviatura Ivie es fa servir per indicar  Wilton Ivie com autoritat en la descripció i taxonomia dins la zoologia.

## Altres treballs
- The Scientific Attitude[4]
- Some New Spiders from Ohio (cinc espècies descrites).[5]
- Journal of the New York Entomological Society 1967 New York Entomological Society per Wilton Ivie: Es registren nous sinònims d'un gènere i vint-i-quatre espècies, així com vint-i-una noves combinacions i algunes altres notes relacionades amb les aranyes americanes, la majoria d'elles de la família Linyphiidae, especialment la subfamília Erigoninae.[6]
- Man and the Nature of Things: Wilton Ivie 1954[7]